# Vénuste Niyongabo
Vénuste Niyongabo, född 9 december 1973 i provinsen Vugizo i södra Burundi, är en burundisk löpare. Fadern var veterinär och modern lärare. Tidigt upptäcktes hans talang för löpning.

## Tidiga meriter
Internationellt slog han igenom vid junior-VM 1992 då han tog silver på 1 500 meter. Vid friidrotts-VM i Göteborg 1995 tog han brons på samma distans, efter de båda nordafrikanerna Noureddine Morceli (guld) och Hicham El Guerrouj (silver).

## OS i Atlanta
Vid sommar-OS i Atlanta 1996, där Burundi deltog för första gången, var han kvalificerad att ställa upp på 1 500 meter. Han valde dock att lämna platsen för kamraten Dieudonné Kwizera, så att även denne skulle få möjligheten att springa i ett OS.
Niyongabo ställde istället upp på 5 000 meter. Trots att han bara löpt distansen två gånger tidigare lyckades han vinna, före kenyanen Paul Bitok, på tiden 13:07,96.
Därigenom blev han Burundis förste OS-medaljör, dessutom blev det guld.

## Karriären därefter
Niyongabo drabbades senare av flera skador och nådde aldrig upp till samma nivå som under OS i Atlanta. Han försökte försvara sitt guld vid OS i Sydney 2000, men i semifinalen slutade han på en femtonde plats.